# Chạo tôm

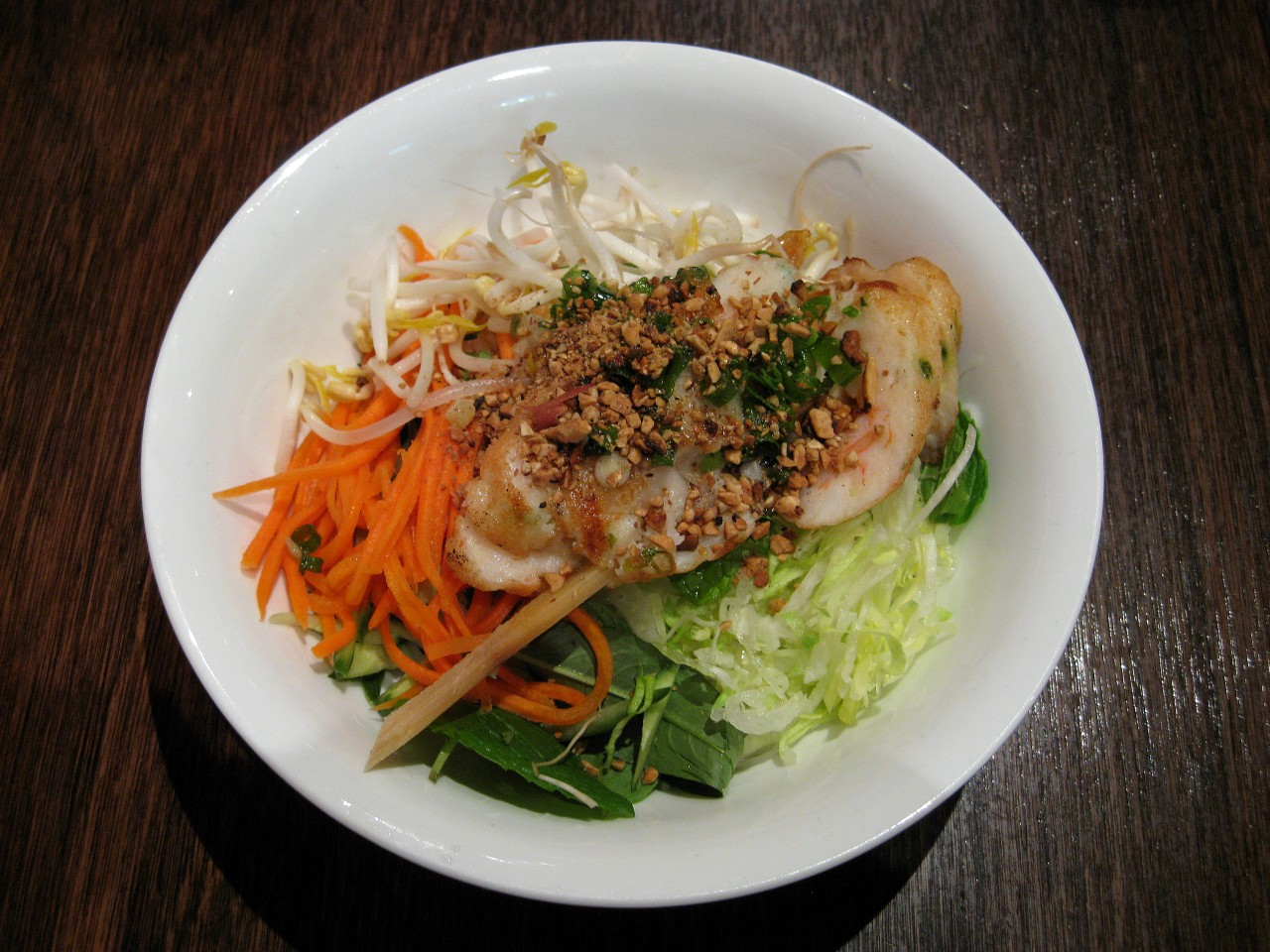
Chạo tôm con bún (vermicelli de arroz), brotes de judía, zanahoria rallada, menta y cacahuete machacado.

El chạo tôm es un plato tradicional vietnamita procede te la región de Huế (centro de Vietnam). Consiste en pasta (o mouse) de gamba a la barbacoa sobre un palo de caña de azúcar. A menudo se presenta como un plato durante los grandes banquetes celebrados para bodas, vacaciones u otros eventos especiales.